# Alliance bolivarienne pour les Amériques
Pour les articles homonymes, voir Alba.
L'Alliance bolivarienne pour les peuples de notre Amérique - Traité de commerce des Peuples (ALBA - TCP ; en espagnol : Alianza Bolivariana para los Pueblos de Nuestra América - Tratado de Comercio de los Pueblos) est une organisation politique, culturelle, sociale et économique pour promouvoir l'intégration des pays de l'Amérique latine et des Caraïbes. Elle est construite sur les principes de solidarité, de complémentarité, de justice et de coopération, et place l'être humain au centre de ses principes. L'ALBA assume des positions de défense des droits de la Terre-Mère (en référence à la Pachamama) et des droits de l'Homme ; pour le rétablissement de la paix et pour l'autodétermination des peuples. Elle se veut constructrice d'un nouvel ordre international multicentrique et pluripolaire. À ce titre, elle souhaite promouvoir et diffuser les coutumes, croyances et caractéristiques originelles et modernes des peuples membres de l'Alliance.
L'ALBA (qui signifie « aube » en espagnol) est née le 14 décembre 2004 à La Havane par la déclaration conjointe signée par Hugo Chávez et Fidel Castro, en opposition à la proposition de Zone de libre-échange des Amériques (ZLEA) promue par les États-Unis. Elle entre officiellement en vigueur le 28 avril 2005.
Au 15 novembre 2019, l'Alliance compte dix membres : Cuba, le Venezuela, le Nicaragua, la Dominique, Antigua-et-Barbuda, l'Équateur, Saint-Vincent-et-les-Grenadines, Sainte-Lucie, Saint-Christophe-et-Niévès et la Grenade (dans l'ordre d'adhésion).
Depuis janvier 2010, le Honduras ne fait plus partie de l'ALBA après que le congrès en a réclamé sa sortie. Celui-ci redoute la supposée ingérence du Venezuela — qui soutient le président renversé par un coup d'État, Manuel Zelaya — dans ses affaires internes.
Le Suriname, pays limitrophe de la Guyane française, a enclenché le processus d'adhésion à l'Alliance lors du XIe sommet de l'ALBA-TCP le 6 février 2012 à Caracas. Il s'agit du douzième État à rejoindre l'Alliance bolivarienne. Il assiste régulièrement aux grandes réunions de l'organisation en tant que membre invité spécial.
Lors du XIIIe sommet de l'ALBA-TCP à La Havane le 14 décembre 2014, le président du Salvador Sanchez Cerén, présent en tant qu'invité, déclare que les réalisations sociales de l'ALBA « montrent le chemin à suivre » pour son pays.
Après une parenthèse d'une année, à la suite de la démission et à l'exil du président Evo Morales, la Bolivie réintègre l'Alliance le 15 décembre 2020, à l'occasion du 16e anniversaire de l'organisation.

## Histoire

### Genèse

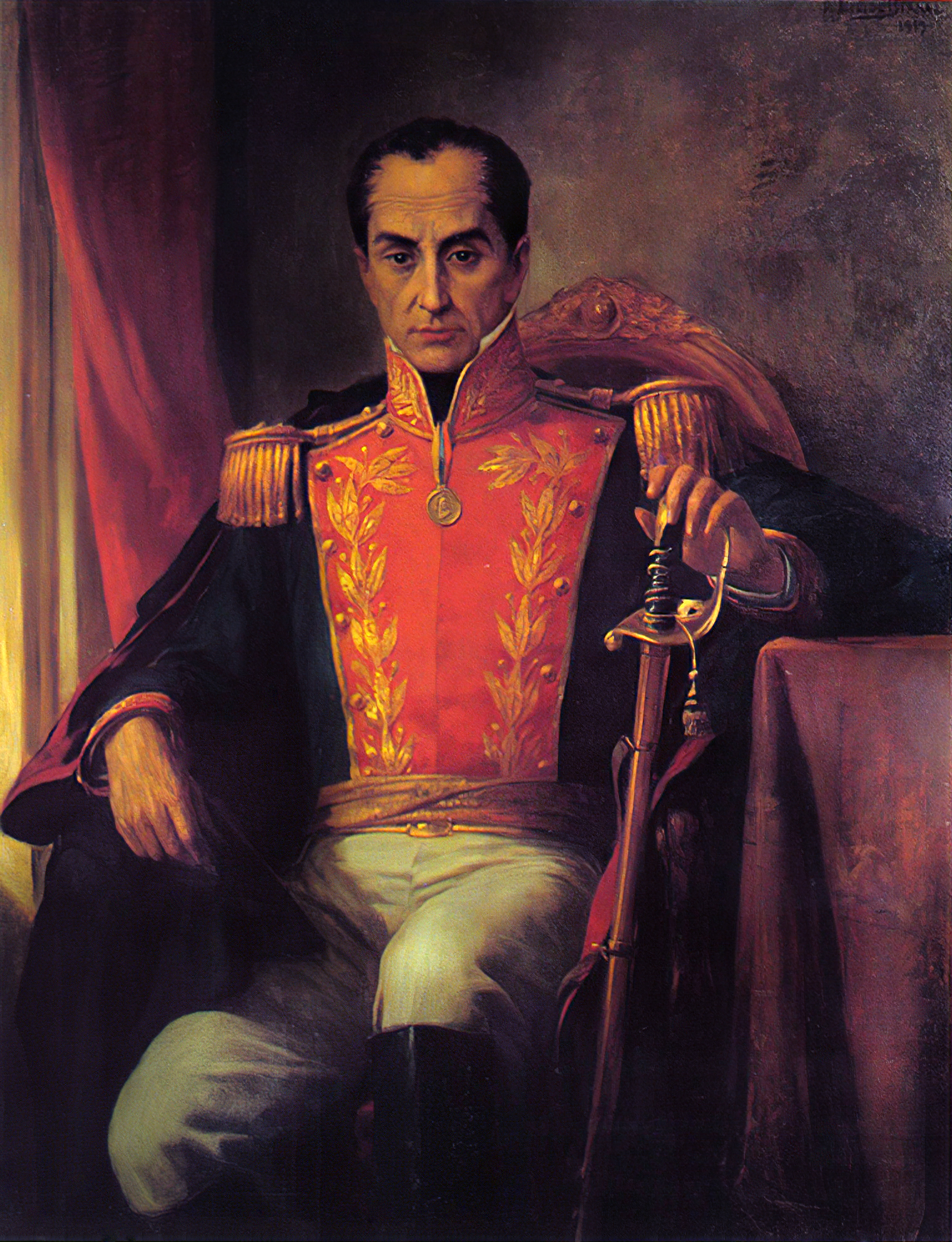
Portrait de Simón Bolívar, qui a donné son nom à l'alliance.

Elle a été pour la première fois évoquée par le président Chávez lors du troisième sommet des chefs d’État de la Communauté caribéenne (Caricom), en décembre 2001, comme alternative à la Zone de libre-échange des Amériques promue par les États-Unis. Se réclamant en partie du « libérateur » Simón Bolívar, Chávez l'a décrite ainsi :
« Il est temps de repenser et de réinventer les processus affaiblis et agonisants d’intégration sous-régionale et régionale dont la crise constitue la plus évidente manifestation d’un manque de projet politique commun. Heureusement, en Amérique latine et dans les Caraïbes, il souffle un vent favorable au lancement de l’ALBA en tant que nouveau schéma intégrateur qui ne se limite pas au simple commerce mais qui se fonde sur nos bases historiques et culturelles communes et qui vise à l’intégration politique, sociale, culturelle, scientifique, technologique et physique ».

### Création
L'Alliance bolivarienne pour les Amériques est officiellement née à La Havane, en avril 2005, par la signature d'un Traité commercial des peuples (TCP) entre le Venezuela et Cuba. Le but du traité est d'échanger des services médicaux cubains contre du pétrole vénézuélien.
Le TCP est signé une année plus tard, le 29 avril 2006, par Evo Morales, le président de la Bolivie, quelques jours avant que ce dernier annonce sa volonté de nationaliser les hydrocarbures. Les trois chefs d'État s'engagent à lutter contre l'analphabétisme et le chômage, tandis que Cuba s'engage à prendre en charge les soins ophtalmiques des Boliviens qui ne pouvaient s'offrir ces traitements.

### Ralliements d'autres pays
Le 16 janvier 2007, les nouveaux présidents des républiques du Nicaragua (Daniel Ortega) et d'Équateur (Rafael Correa) ont annoncé de concert leur intention de participer à l'ALBA. Le Nicaragua a depuis rejoint l'ALBA, mais l'Équateur a fait part, en juin 2008, de sa décision de ne pas intégrer l'organisation. Rafael Correa avait posé comme précondition à l'intégration de son pays que Caracas rejoigne la Communauté andine, organisation que le Venezuela avait quittée en 2006 à la suite de la signature d'accords de libre-échange entre les États-Unis, la Colombie et le Pérou.
En janvier 2008, la Dominique rejoint l'ALBA.
Le 25 août 2008, Manuel Zelaya, président de la république du Honduras, signe un accord pour que son pays rejoigne l'ALBA, en présence de plusieurs chefs de gouvernement de pays membres, dont Hugo Chávez et Evo Morales. Cet allié traditionnel des États-Unis l'a fait contre la promesse de Chavez de souscrire à 100 millions de dollars d'émissions obligataires du gouvernement, 30 millions de dollars de prêts supplémentaires et des fournitures de matériel agricole ou électrique. La décision a été très mal accueillie au Honduras, avec une très forte baisse de popularité du président. L'exécutif s'est en outre distancé de la posture antiaméricaine de Chavez, revendiquant par la voix d'un conseiller son « non-alignement ». Manuel Zelaya est renversé en juin 2009 par un coup d’État. L'armée remet ensuite le pouvoir à des politiciens conservateurs qui annulent le rapprochement avec l'ALBA.
En avril 2009, Saint-Vincent-et-les-Grenadines rejoint l'organisation, lors du sommet extraordinaire des chefs d'État et de gouvernement de l'ALBA à Cumaná. Puis c'est Antigua-et-Barbuda qui se joint pleinement à son tour en juin de la même année.
L'Équateur décide enfin de rejoindre l'alliance en juin 2009. Le président équatorien, Rafael Correa, a ratifié publiquement cette adhésion, le 24 juin 2009, durant le VIe sommet extraordinaire de l'ALBA que le groupe a tenu au Venezuela. Lors de ce sommet, l'Équateur, Saint-Vincent-et-les-Grenadines et Antigua-et-Barbuda formalisent totalement leur adhésion. Parallèlement, l'ALBA change de nom et devient l'Alliance bolivarienne des Peuples d'Amérique. Le président vénézuélien Hugo Chavez a précisé qu'il s'agit d'un changement de sens et de fond, pas seulement de forme. Il a aussi affirmé que désormais, « l'ALBA n'est plus une proposition théorique mais une plateforme politique ».
Dans son programme pour l’élection présidentielle française de 2017, Jean-Luc Mélenchon propose que la France, notamment les Antilles et la Guyane françaises, rejoigne l’alliance,.
Le 23 août 2018, l'Équateur annonce qu'il quitte l'organisation à la suite d'une vaste crise migratoire venue du Venezuela.

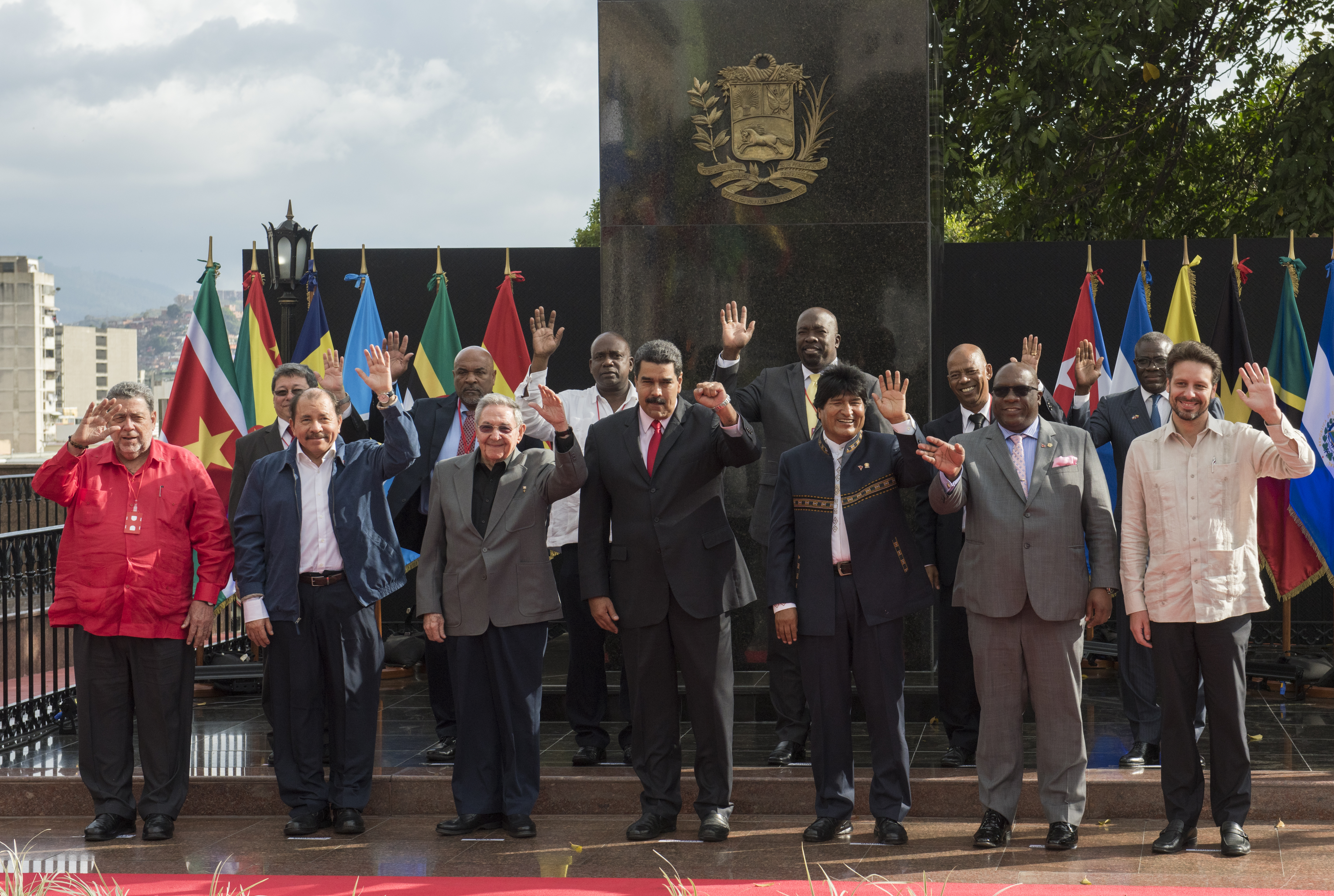
Sommet de l'ALBA en mars 2017.

## Mission
Sur le plan économique, l'ALBA vise à favoriser la logique coopérative plutôt que la création d'une zone de libre-échange avec les États-Unis, qui passe par un abaissement des droits de douane, voire leur suppression[pas clair]. Elle s'oppose ainsi directement au « consensus de Washington » qui prônait dans les années 1990 la déréglementation et la mise en place de mesures néolibérales. Plutôt que d'ordonner des privatisations, l'ALBA favorise au contraire le secteur public.
Le Venezuela peut compter sur ses ressources pétrolières pour convaincre certains États de la région, énergétiquement dépendants. L'ALBA ambitionne par exemple de créer une compagnie pétrolière commune, Petrosur, une équivalente à l'échelle de l'Amérique latine de PetroCaribe, qui regroupe des États membres du CARICOM. Outre Petrosur, Tele Sur, une télévision transcontinentale latino-américaine, a été lancée en 2005 afin de concurrencer les chaînes CNN et ABC. Le capital de TeleSUR est réparti entre le Venezuela, l'Argentine, Cuba, l'Uruguay et la Bolivie (dans l'ordre d'importance).
La coopération bolivarienne s'exprime dans de nombreux domaines :
- santé : l’opération Miracle, lancée par Cuba et le Venezuela en 2004, a permis à plus de deux millions de pauvres d’Amérique latine et du reste du monde de retrouver la vue gratuitement. Le cas emblématique de cette opération fut la guérison de l'assassin de Che Guevara, l'ancien sous-officier à la retraite Mario Terán, par les médecins cubains.
- agroalimentaire : mise en place du programme d'Augmentation de la production agroalimentaire : financement de pays des Caraïbes, d'Amérique centrale et d'Amérique du Sud pour des projets agroalimentaires favorisant la sécurité alimentaire.
- culture : création du Fonds culturel ALBA-Maisons de l'ALBA. Les œuvres les plus représentatives de la littérature latino-américaine y ont été publiées, de même que des classiques : L'Âge d'or de José Marti, Caliban de Roberto Fernández Retamar, ou encore Bolivar : penseur précurseur de l'anti-impérialisme de Francisco Pividal.

Selon Fernand Rojas, vice-ministre cubain de la Culture, le programme de l'ALBA « privilégie les valeurs spirituelles plutôt que l’appât du gain ». Une attention toute spéciale est accordée aux projets émanant des populations autochtones. 
- défense des droits de la Terre-Mère : soutien ferme à la Conférence mondiale des peuples sur le changement climatique et les droits de la Terre-Mère de Cochabamba, à la suite de la conférence des Nations unies de Copenhague, perçue comme un échec par les États bolivariens.

## Socialisme duXXIesiècle
Le 30 janvier 2005, au Forum social mondial de Porto Alegre (Brésil), Hugo Chávez affirme : « Nous devons réinventer le socialisme. Il ne s'agit pas du socialisme que nous avons connu en Union soviétique ». Faisant siennes les idées de l'écrivain péruvien José Carlos Mariátegui, Chávez voit le socialisme du XXIe siècle non comme une simple application des thèses marxistes, mais comme une « création héroïque ». L'objectif est de mettre en œuvre un socialisme démocratique enraciné dans les cultures nationales-populaires, « opposé aux pratiques représentatives, libérales et partisanes ». Chávez partage avec Mariátegui l'idée que le socialisme héroïque est tributaire des Indiens d'Amérique latine, et doit donc se réaliser avec leur pleine coopération.
Le 20 avril 2010, lors du IXe sommet de l'ALBA à Caracas, les chefs d’État d'Antigua-et-Barbuda, de Bolivie, de Cuba, de la Dominique, de l’Équateur, du Nicaragua, de Saint-Vincent-et-les-Grenadines et du Venezuela ont signé le Manifeste de Caracas pour la consolidation de la nouvelle indépendance où est formulée la volonté commune de se libérer des interventions étrangères, des mandats impérialistes ; et d'avancer vers le socialisme.

## Une nouvelle monnaie de référence: le SUCRE
L'ALBA s'est doté d'une monnaie virtuelle de référence, le SUCRE (Système unique de compensation régionale de paiements, en espagnol : Sistema Unitario de Compensación Regional de Pagos), à l'initiative du président équatorien Rafael Correa. Destinée à se substituer au dollar dans les échanges entre États bolivariens, la monnaie est nommée en l'honneur du général Antonio José de Sucre, compagnon de Simón Bolívar et héros de la lutte de libération sud-américaine contre l’impérialisme espagnol.
Entrée en vigueur le 1er janvier 2010, le SUCRE a pour missions de renforcer le développement interne en faisant circuler les capitaux sur le continent latino-américain, de réduire les importations extérieures, de réduire la dépendance des États au dollar et de placer les échanges commerciaux à l'abri de la spéculation. Elle permettrait aussi l'élimination des frais de change, la réduction des coûts de transaction et d'importation, et le financement de projets solidaires locaux.
La déclaration finale de la réunion de Caracas du 26 novembre 2008 critique « un système financier international qui a promu la libre circulation des capitaux et la domination de la logique de la spéculation financière au détriment de la satisfaction des besoins des peuples ».
Le SUCRE constitue, à sa création, une unité de compte et de valeur, et non une monnaie avec son institut d’émission et ses pièces ou billets. Ce mécanisme constitue cependant le premier pas vers la réalisation d'une monnaie commune. 
Le Venezuela, Cuba, le Nicaragua et l’Équateur ont adopté le SUCRE comme monnaie complémentaire. En mars 2013, l'Uruguay sollicite à son tour son adhésion au SUCRE.

## Prises de position géopolitiques
- Embargo des États-Unis contre Cuba : les États bolivariens « réclament une fois de plus au gouvernement des États-Unis d'Amérique un changement de politique envers la république-sœur de Cuba ; ce qui comprend la fin du blocus économique, commercial et financier, ainsi que l'arrêt des actions subversives, illégales et masquées, lesquelles incluent les technologies d'information et de communication, qui violent la souveraineté et le droit des peuples à l'autodétermination. »
- Pour l'indépendance de Porto Rico : les chefs d’État ont « ratifié le caractère latino-américain et caribéen de Porto Rico », et ont réitéré que « son indépendance et sa décolonisation constituent une question de grand intérêt pour les membres de l'ALBA. »
- Soutien au veto russe et chinois opposé à la résolution de l'ONU contre le gouvernement de Bachar el-Assad (2012) : les pays de l'ALBA ont applaudi le veto opposé par la Russie et la Chine à la résolution de l'ONU contre le gouvernement de Bachar el-Assad. Entendant ainsi condamner les actes de violences « commis contre le peuple syrien par des groupes en armes appuyés par des puissances étrangères », ainsi que « la politique systématique d'ingérence et de déstabilisation » menée par l'Occident[26].
- Revendication maritime de la Bolivie (2014) : les pays de l'ALBA expriment leur « solidarité avec la réclamation juste et historique de l’État plurinational de Bolivie sur son droit à disposer d'un accès à la mer[27]. » La Bolivie réclame au Chili l'accès à l'océan Pacifique, perdu au XIXe siècle. Les deux pays sont en négociation.
- Soutien à la république bolivarienne du Venezuela contre les sanctions des États-Unis : selon un communiqué spécial de l'ALBA du 11 décembre 2014, « La loi intitulée Loi de défense des droits de l'homme et de la société civile au Venezuela de 2014 qui a été approuvée au Sénat et à la Chambre des représentants des États-Unis, constitue un encouragement à la déstabilisation de la république bolivarienne du Venezuela et ouvre la porte à des actions anticonstitutionnelles contre le gouvernement légal et légitimement élu du président Nicolás Maduro. Une fois de plus, cela met en évidence la façon dont l’extrême droite nord-américaine utilise tout son pouvoir économique et politique pour agresser les peuples souverains et indépendants de Notre Amérique. »[28]
- Revendication argentine des îles Malouines : lors du XIIIe sommet de l'ALBA-TCP à La Havane le 14 décembre 2014, les chefs d’État ont apporté leur soutien « à la république-sœur d'Argentine dans sa lutte pour défendre sa souveraineté sur les îles Malouines, Géorgie et Sandwich du Sud »[29]. Ces îles réclamées par l'Argentine sont actuellement des territoires britanniques d'outre-mer.

## Structure
Outre les gouvernements, l'ALBA est dotée d'un Conseil des organisations sociales, qui représente les mouvements sociaux et qui est doté du même statut que le Conseil des ministres. Les mouvements sociaux sont de fait placés à niveau égal avec les États. Ce Conseil des mouvements sociaux est ouvert aux associations de pays d'Amérique latine n'ayant pas rejoint l'ALBA. L'influent Mouvement des Sans-Terre du Brésil en est membre à part entière.

### Pays membres

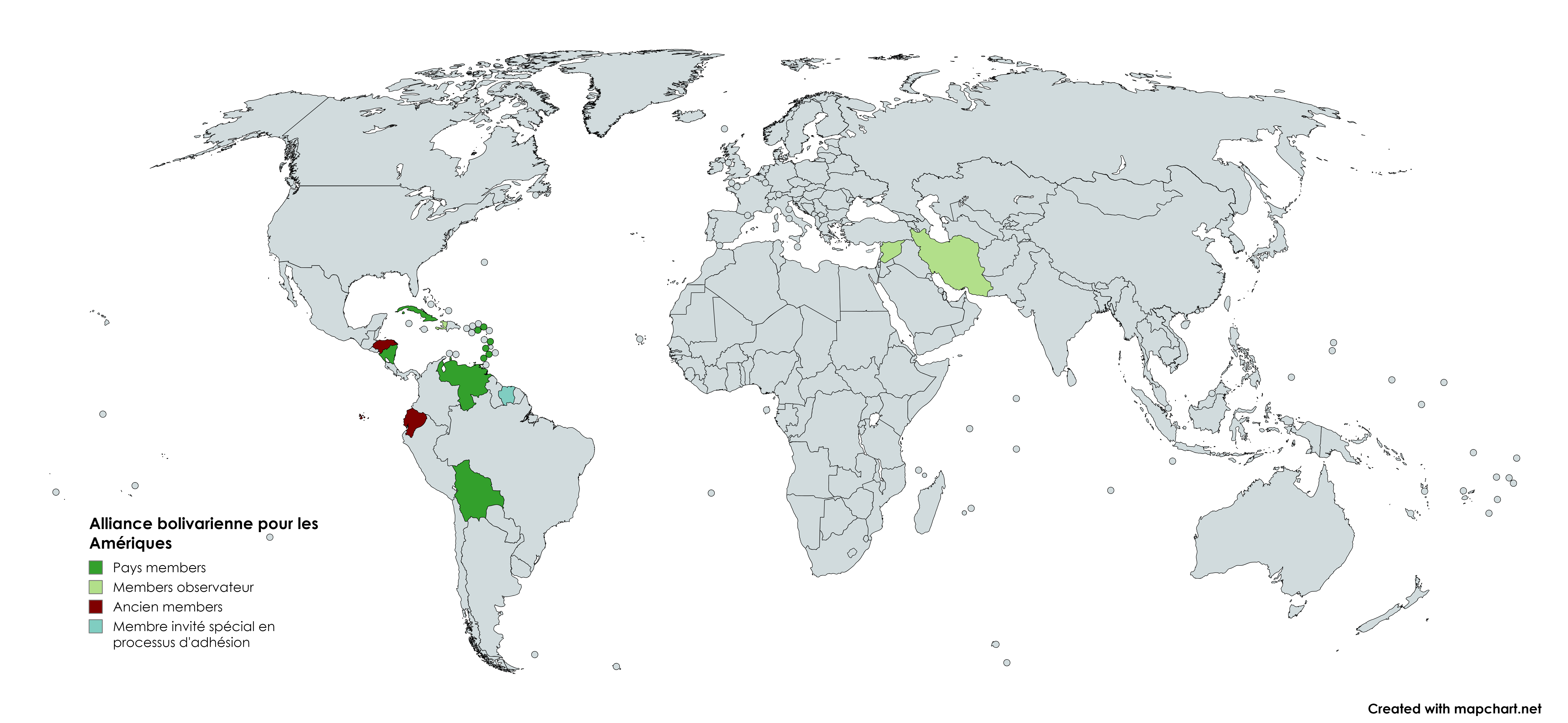
Alliance bolivarienne pour les Amériques

| Nom                             | Date d'adhésion | Population | Superficie (km2) | PIB nominal (milliards de US$) | Capitale      |
| ------------------------------- | --------------- | ---------- | ---------------- | ------------------------------ | ------------- |
| Antigua-et-Barbuda              | 24/06/2009      | 99 337     | 442              | 1,621                          | Saint John's  |
| Bolivie                         | 29/04/2006      | 11 639 909 | 1 098 581        | 41,032                         | La Paz        |
| Cuba                            | 14/12/2004      | 11 032 343 | 110 861          | 103,1                          | La Havane     |
| Dominique                       | 20/01/2008      | 74 243     | 754              | 0,635                          | Roseau        |
| Grenade                         | 14/12/2014      | 113 094    | 344              | 1,192                          | Saint-Georges |
| Nicaragua                       | 23/02/2007      | 6 203 441  | 129 495          | 15,764                         | Managua       |
| Saint-Christophe-et-Niévès      | 14/12/2014      | 53 821     | 261              | 1,114                          | Basseterre    |
| Sainte-Lucie                    | 20/07/2013      | 166 487    | 620              | 2,082                          | Castries      |
| Saint-Vincent-et-les-Grenadines | 24/06/2009      | 101 390    | 389              | 0,953                          | Kingstown     |
| Venezuela                       | 14/12/2004      | 28 436 066 | 916 445          | 49,086                         | Caracas       |
| Total                           |                 | 57 920 131 | 2 258 192        | 216,579                        |               |

### Pays invités spéciaux
| Nom      | Date d'invitation |
| -------- | ----------------- |
| Suriname | 21/10/2010        |
| Syrie    | 21/10/2010        |
| Haïti    | 04/02/2012        |

### Pays observateurs
- L'Iran est ou a été observateur[32],[33],[34],[35].
- La Russie a été invitée à participer en tant qu'observateur [36].

### Anciens pays membres
| Nom      | Date d'adhésion | Date de retrait |
| -------- | --------------- | --------------- |
| Honduras | 2008            | 2010            |
| Équateur | 2009            | 2018            |